# If I Had a Hammer
If I Had a Hammer (The Hammer Song), traducibile con Se avessi un martello, è una canzone musicata dal cantautore e folk-singer statunitense Pete Seeger su testo di Lee Hays.
Scritta nel 1949 ma depositata con copyright solo nel 1958, è una canzone folk che può essere suonata a ritmo di surf rock o country rock, ma ha una valenza prettamente politica essendo stata composta a sostegno del movimento progressista d'America.
Si tratta di una delle prime canzoni di protesta della stagione del pacifismo e della contestazione giovanile contro la discriminazione razziale. Venne infatti eseguita collettivamente il 28 agosto 1963 durante la marcia per il lavoro e la libertà che si tenne a Washington, la stessa in cui il reverendo Martin Luther King pronunciò la storica allocuzione: I have a dream.
If I Had a Hammer figura fra i dischi singoli più venduti al mondo.

## Testo
Il testo consta di quattro strofe in cui l'autore si domanda cosa potrebbe fare se solo disponesse di un martello.
La strofa conclusiva è quella maggiormente esplicita

## Storia
Il brano fu registrato per la prima volta dal gruppo musicale The Weavers, un quartetto folk composto dagli stessi Pete Seeger e Lee Hays e da Ronnie Gilbert e Fred Hellerman; nei primi anni sessanta fu registrato anche dal trio Peter, Paul and Mary.
Non ebbe inizialmente un particolare successo, probabilmente a causa del periodo in cui fu distribuito (si era in pieno maccartismo). Andò meglio con la distribuzione del singolo del trio Peter, Paul and Mary. La loro cover, immessa sul mercato nell'agosto 1962 divenne ben presto un hit della classifica Billboard Hot 100.
Da quel tempo è stato inciso da dozzine di artisti fra i maggiori del panorama pop: da Trini Lopez (primo in Francia per tre settimane e nei Paesi Bassi per sette settimane e secondo in Germania e Norvegia) - che ne fece un cavallo di battaglia includendolo nel suo album del 1963 Trini Lopez at PJ's (terzo posto nelle classifiche USA) - a Leonard Nimoy  (il celebre Spock di Star Trek, che lo inserì nel suo disco del 1968 The Way I Feel.
Nella versione di Lopez distribuita come singolo raggiunse il primo posto delle top chart in trentasei paesi (piazzandosi al terzo posto negli Stati Uniti), rimanendo per anni una delle canzoni maggiormente trasmesse dalle radio. Per inciso, Lopez ha poi riproposto il brano in duo con la cantante di origine ispanica Vikki Carr in uno spettacolo televisivo.
Fra le innumerevoli versioni - a volte con sound R&B a volte in chiave spiritual - figurano quelle di Aretha Franklin, Johnny Cash, Nicky Thomas, del gruppo musicale Mitch Miller & the Hang, del duo Frank & Merete (con il titolo Hvis Jeg Had En Hammer) e del Geula Gill Trio.
Hans Edler ne ha presentato una versione con balletto di cow-boys abbigliati a stelle e strisce durante una concerto al Konserthuset di Stoccolma.

## Versioni
Altri interpreti di versioni di questa canzone sono stati: Odetta, Harry Belafonte, Billy Fury, Frank Alamo, Wanda Jackson, The Neville Brothers.
In stile reggae il brano è stato proposto poi da Andy Kane (conosciuto come Handy Andy), personaggio televisivo della BBC, senza peraltro essere accolto in maniera particolarmente favorevole.
La popstar francese Claude François ne fece nel novembre 1963 insieme con la paroliera Vline Buggy una propria cover con il titolo di Si j'avais un marteau. Sempre in Francia la canzone è stata eseguita dallo stesso Cloclo e dal gruppo Les Surfs (anche in questo caso il titolo era Si j'avais un marteau), la cui versione ebbe una discreta accoglienza anche in Italia, con un testo che pur riprendendo il trinomio martello, campana e martello dà luogo ad un inno alla felicità famigliare privo di intenzioni critiche.
Contemporaneamente, anche Rita Pavone incise una propria versione, con testo di Sergio Bardotti, dal titolo Datemi un martello. Il testo di Bardotti risultava alquanto edulcorato ed emendato da ogni possibile riferimento di tipo politico e ricondotto a semplice canzone di stampo giovanilistico ma ciò non impedì alla canzone, in virtù del ritmo fresco con cui venne eseguita, di raggiungere il successo.
Nel 1964 Lucia Cavallari con il complesso degli Enigmisti incide una cover del brano (Nuova Enigmistica Tascabile, N. 490).
Nel 1985 il Gruppo Italiano registra la cover, in italiano del brano, per l'album Surf in Italy (Dischi Ricordi, RIK 76343), pubblicato anche in Grecia.
In una curiosa versione swing assai jazzata e sincopata nonché in stile hollywoodiano - con tanto di balletto d'accompagnamento - è stata eseguita live dall'attrice Debbie Reynolds, ed in chiave country rock da Arlo Guthrie (in concerto con l'autore Pete Seeger - and family - live at Wolftrap, l'8 agosto 1993).
Altre registrazioni di rilievo della canzone sono state quella del 1969 dell'artista cileno della Nueva Canción Víctor Jara (El Martillo, album Pongo en tus manos abiertas),quella del gruppo musicale Egin che riprendono la versione di Jara e quella elaborata in lingua spagnola nel 1991 dal cantautore nicaraguense Hernaldo Zúñiga per il gruppo messicano Fandango (Dame Aquel Martillo).
Nel 1988 Gabriela incide una versione in portoghese dal titolo Pego um martelo, testo di Jorginho Ferreira, per l'album Não é fácil chegar aos 15 anos.
If I Had a Hammer come inno del movimento per i diritti civili (American Civil Rights movement) è stata incisa nel 1964 anche da Sam Cooke, registrata live durante un concerto al The Copa.
Con spirito gospel la canzone è suonata anche durante le funzioni religiose e le messe della chiesa cattolica.
Il giocatore di pallabase Hank Aaron (della Baseball Hall of Fame) - i cui nickname sono "Hammerin' Hank" e "The Hammer" - ha intitolato la sua autobiografia I Had a Hammer.

## Titoli per lingua
If i Had a Hammer è stato eseguito nelle seguenti lingue:
| Lingua     |  | Titolo di riferimento       | Artista                                              |
| ---------- |  | --------------------------- | ---------------------------------------------------- |
| Ceca       |  | Kladivo                     | Waldemar Matuška                                     |
| Inglese    |  | If I Had a Hammer           | Pete Seeger, Peter, Paul and Mary, Trini Lopez, ecc. |
| Italiano   |  | Datemi un martello          | Rita Pavone                                          |
| Tedesco    |  | Das Hammerlied              |                                                      |
| Francese   |  | Si j'avais un marteau       | Claude François, Les Surfs                           |
| Spagnolo   |  | El martillo                 | Víctor Jara                                          |
| Catalano   |  | Si tingués un martell       |                                                      |
| Portoghese |  | Se tu eu tivesse um martelo |                                                      |
| Esperanto  |  | Se havus mi martelon        | Duo Espera (disco Jen nia mondo)                     |
| Russo      |  | О, дали бы мне молот        |                                                      |
| Bulgaro    |  | Ако имах чук                | Емил Димитров                                        |